# طاقة مائية

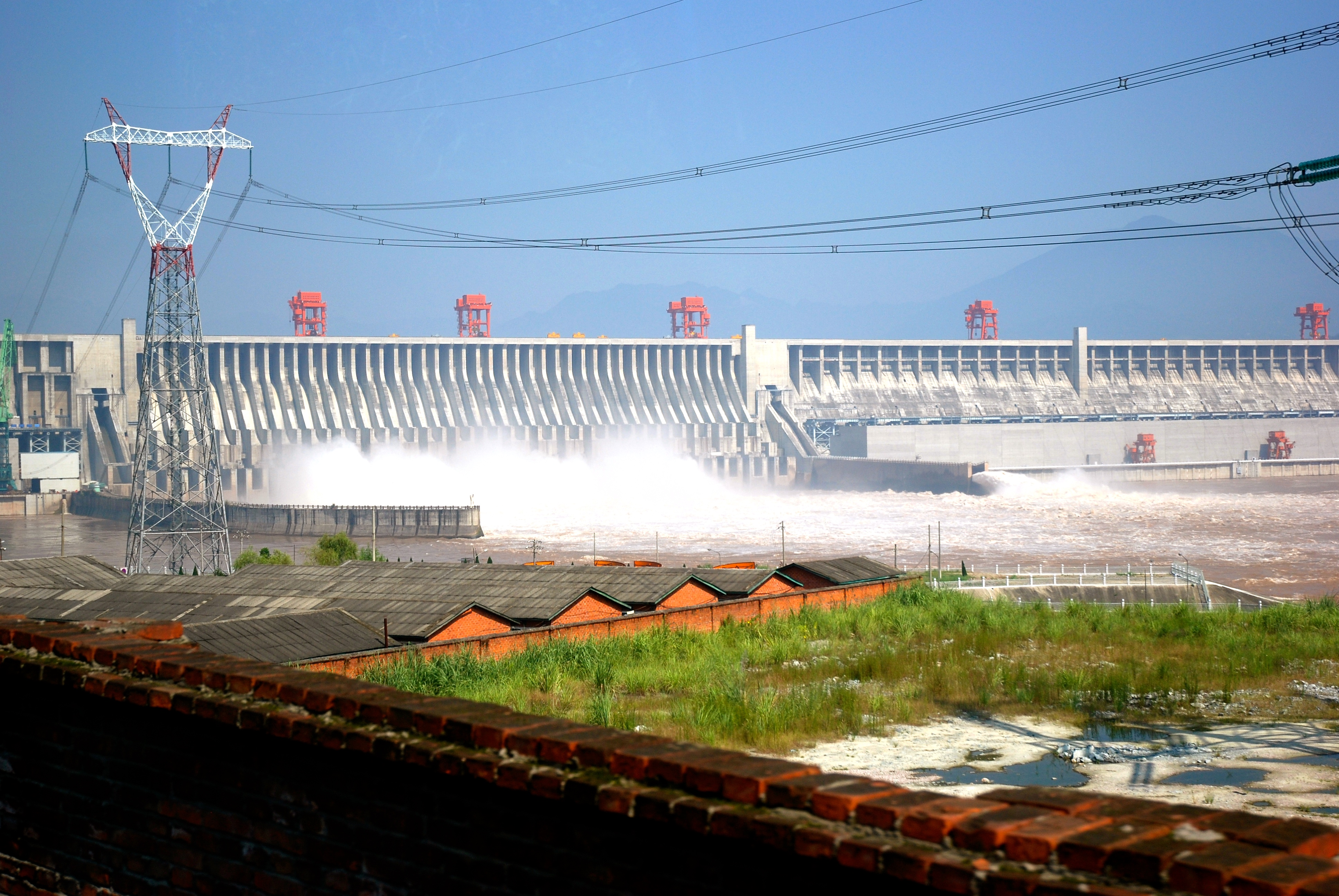
يعد سد الممرات الثلاثة الواقع في مقاطعة خوبي الصينية أكبر محطة توليد طاقة على الكوكب حسب الطاقة الاسمية.

تمتلك المياه طاقة يمكن الاستفادة منها بشكل كبير في مجالات عدة، مثل التنقل بالسفن واستخدام النواعير في طحن الحبوب وضخ المياه لري المزروعات وتستغل حاليا بشكل واسع في توليد الطاقة الكهربائية باستخدام السدود المائية وظاهرتي المد والجزر في المناطق القريبة من المسطحات المائية.
وفي الثلاثينات من القرن الثامن عشر، في ذروة بناء القناة المائية استخدمت المياه للنقل الشاقولي صعودا ونزولا عبر التلال باستخدام السكك الحديدية.
كان نقل الطاقة الميكانيكية مباشرة يتطلب وجود الصناعات التي تستخدم الطاقة المائية قرب شلال. وخاصة خلال النصف الأخير من القرن التاسع عشر، واليوم يعتبر أهم استخدامات الطاقة المائية هو توليد الطاقة الكهربائية، مما يوفر الطاقة المنخفضة التكلفة حتى لو استخدمت في الأماكن البعيدة من المجرى المائي.
تعرف الطاقة المائية بأنها أحد أشكال الطاقة المتجددة، والتي يتم إنتاجها باستخدام مياه الأنهار والسدود، حيث يتم الحصول على هذه الطاقة عن طريق الاستفادة من تدفق مياه الأنهار والسدود والتي تعمل على تحريك شفرات التوربينات لإنتاج طاقة ميكانيكية، ومن ثم يقوم مولد بتحويل هذه الطاقة إلى طاقة كهربائية، إذ تعرف الطاقة الكهربائية الناتجة عن هذه العملية باسم الطاقة الكهرومائية، ومن الجدير بالذكر أن الطاقة المائية تمثل حوالي 17% من إجمالي إنتاج الكهرباء.
أنواع استخدام الطاقة المائية:
- النواعير (بالإنجليزية: Waterwheels)‏ التي استخدمت لمئات من السنين في المطاحن وتسيير الآلات...الخ.
- الطاقة الكهرومائية (بالإنجليزية: Hydroelectric energy)‏، والمقصود هنا السدود والمنشآت النهرية التي تنتج الكهرباء.
- طاقة المد والجزر (بالإنجليزية: Tidal power)‏، وهي استغلال طاقة المد والجزر في الاتجاه الأفقي.
- طاقة التيار المدي (بالإنجليزية: Tidal stream power)‏ وهي استغلال طاقة المد والجزر في الاتجاه العمودي.
- طاقة الأمواج (بالإنجليزية: Wave power)‏ التي تستخدم الطاقة على شكل موجات.

## معلومات اضافية
تنظر
1. ↑  "معلومات عن طاقة مائية على موقع enciclopedia-aragonesa.com". enciclopedia-aragonesa.com. مؤرشف من الأصل في 2020-11-26.
2. ↑  "معلومات عن طاقة مائية على موقع yso.fi". yso.fi. مؤرشف من الأصل في 2022-05-10.